# NORC
NORC a fost un serviciu Internet on-line de vizualizare a străzilor unei localități. Acesta a fost lansat în România la sfârșitul lunii decembrie 2008, fiind un mare concurent cu serviciul Google Street View lansat în Statele Unite ale Americii. 
Serviciul de street-level imaging este oferit de compania privată S.C. eXtreme Soft Group S.R.L. cu sediul in București. Tehnologia constă în utilizarea unor autovehicule Dacia Logan Van ( Arhivat în 1 aprilie 2009, la Wayback Machine.) pe care s-a montat câte un dispozitiv proprietar de fotografiere panoramică, corelat cu un sistem de poziționare globală (GPS) cu corecții (DGPS). 
Prin intermediul mai multor situri web se putea naviga virtual pe străzi din Europa Centrală și de Est. Aceste situri erau:
- norc.ro Arhivat în 16 octombrie 2013, la Wayback Machine. pentru România
- norc.at pentru Austria
- norc.pl pentru Polonia
- norc.cz Arhivat în 21 iunie 2009, la Wayback Machine. pentru Cehia
- norc.hu Arhivat în 8 octombrie 2009, la Wayback Machine. pentru Ungaria
- norc.sk Arhivat în 23 februarie 2015, la Wayback Machine. pentru Slovacia
- mappi.ru pentru Rusia

Site-ul a fost închis în noiembrie 2013.

## Zone disponibile
Tabelele de mai jos au fost actualizate la data de 31 martie 2011:

### România
| Județ           | Localități |
| --------------- | --- |
| Alba            | Alba Iulia, Sebeș |
| Arad            | Arad |
| Argeș           | Pitești, Curtea de Argeș, Transfăgărășan |
| Bacău           | Bacău |
| Bihor           | Oradea, Sânmartin, Rontău, Haieu, Băile Felix |
| Bistrița-Năsăud | Bistrița |
| Botoșani        | Botoșani |
| Brașov          | Brașov, Sânpetru, Săcele, Poiana Brașov, Predeal |
| Brăila          | Brăila |
|                 | București |
| Buzău           | Buzău, Râmnicu Sărat, Poșta, Podgoria, Topliceni |
| Cluj            | Cluj-Napoca, Florești |
| Constanța       | Constanța, Năvodari, Mamaia, Eforie Nord, Eforie Sud, Costinești, Olimp, Neptun, Jupiter, Cap Aurora, Venus, Saturn, Mangalia, 2 Mai, Vama Veche |
| Covasna         | Sfântu Gheorghe |
| Dâmbovița       | Târgoviște, Ulmi, Mânăstirea, Crevedia, Samurcași |
| Călărași        | Călărași |
| Dolj            | Craiova |
| Galați          | Galați |
| Giurgiu         | Giurgiu, Bolintin-Deal |
| Harghita        | Miercurea Ciuc |
| Hunedoara       | Deva |
| Iași            | Iași |
| Ilfov           | Buftea, Ciorogârla, Chiajna, Roșu, Dudu, Mogoșoaia, Chitila, Corbeanca, Balotești, Tamași, Petrești, Otopeni, Tunari, Pipera, Afumați, Ștefăneștii de Sus, Ștefăneștii de Jos, Fundeni, Cozieni, Pasărea, Brănești, Pantelimon, Cernica, Dobroești, Voluntari, Popești-Leordeni, Jilava, Alunișu, Măgurele, Vârteju, Bragadiru |
| Maramureș       | Baia Mare, Sighetu Marmației, Câmpulung la Tisa, Piatra, Teceu Mic, Săpânța, Sarasău, Remeți, Târgu Lăpuș, Ocna Șugatag și altele |
| Mureș           | Târgu Mureș, Sâncraiu de Mureș, Sântana de Mureș, Sângeorgiu de Mureș, Corunca, Sighișoara |
| Neamț           | Piatra Neamț, Roman |
| Prahova         | Ploiești, Ploieștiori, Țânțăreni, Blejoi, Bărcănești, Azuga, Bușteni, Sinaia, Breaza, Câmpina, Poiana Câmpina, Provița de Jos |
| Satu Mare       | Satu Mare, Certeze, Huta-Certeze, Negrești-Oaș |
| Sibiu           | Sibiu |
| Suceava         | Suceava, Gura Humorului |
| Timiș           | Timișoara, Ghiroda |
| Tulcea          | Tulcea, Sulina, porțiuni intinse de pe canalele Deltei Dunării |
| Vaslui          | Vaslui, Moara Grecilor |
| Vâlcea          | Râmnicu Vâlcea, Vlădești |
| Vrancea         | Focșani, Golești |

### Europa
| Țară           | Localități |
| -------------- | --- |
| Austria        | Viena și împrejurimile, Innsbruck și împrejurimile incluzând Wattens, Hall in Tirol, Thaur, Aldrans, Ampass, Igls, Natters, Neustift im Stubaital, Fulmes, Axams, Seefeld in Tirol, Scharnitz, Leutasch, St. Leonhard im Pitztal, Längenfeld, Sölden, Pfunds, Ried im Oberinntal, Prutz, Umhausen, Wenns, Arzl im Pitztal, Oetz, Sautens, Roppen și altele, Achenkirch, Pertisau, Buchau, Lärchenwiese, Maurach, Eben am Achensee, Rofansiedlung, Wiesing, Strass im Zillertal, Bruck am Ziller, Fügen, Finsing, Ried im Zillertal, Kaltenbach, Stumm, Aschau im Zillertal, Zell am Ziller, Hippach, Ramsau im Zillertal, Schwendau, Mayrhofen, Finkenberg, de:, de:, de:, de:, de:, de:, de:, de:, de:, de:, de:, de:, de:, de:, de:, de:, de:, de:, de:, de:, de:, de:, |
| Republica Cehă | Praga și împrejurimile, Brno, Plzeň, Olomouc, Ostrava și împrejurimile |
| Polonia        | Varșovia, Bytom, Tarnowskie Góry, Radzionków, Dąbrowa Górnicza, Piekary Śląskie, Siemianowice Śląskie, Mysłowice, Jaworzno, Będzin, Pyskowice, Poznań, Cracovia, Gliwice, Katowice, Ruda Śląska, Sosnowiec, Wojkowice, Wrocław, Zabrze |
| Rusia          | Moscova și împrejurimile |
| Slovacia       | Bratislava, Banská Bystrica, Košice, Nitra, Trnava, Žilina |
| Ungaria        | Budapesta, Szentendre, Debrecen, Hajdúszoboszló, Szeged, Miskolc, Győr, localitățile aflate pe malul lacului Balaton (incluzând Siófok, Fonyód, Balatonboglár, Keszthely, Balatonfüred, Balatonalmádi și altele) |